# Tom Clancy’s Ghost Recon (Computerspiel)
Tom Clancy’s Ghost Recon ist das erste Spiel der Ghost-Recon-Reihe, das für Windows, Mac OS, die Xbox, die PlayStation 2 und den GameCube Ende 2001 erschienen ist. Entwickelt wurde das Spiel von Red Storm Entertainment.

## Spielprinzip
Da Tom Clancy’s Ghost Recon ein Taktik-Shooter ist, wird die Spielfigur aus der First-Person-Ansicht gesteuert. Vor einer Mission wird vom Spieler sein Team zusammengestellt, wobei auch die Möglichkeit einer automatischen Zuweisung besteht. Dabei sind die Teams in drei Teilteams – Alpha, Bravo, Charlie (Team Charlie ist in der PS2- und Xbox-Version nicht enthalten) – eingeteilt. In ein Teilteam passen maximal drei Personen, wobei zu beachten ist, dass man nicht mehr als sechs Personen auf eine Mission mitnehmen kann.
Die Spielcharaktere sind in zwei Züge (Platoons) unterteilt: Standard-Soldaten und Spezialisten. Zwölf der Ersteren stehen bei Beginn der Kampagne zur Verfügung, die zwölf Spezialisten lassen sich durch die Erfüllung von optionalen Zielen (zum Beispiel der Abschluss einer Mission ohne eigene Verluste) in den Missionen freischalten. Für jede abgeschlossene Mission erhalten die teilnehmenden Soldaten je einen Talentpunkt, mit dem die Zielgenauigkeit, Tarnung, Ausdauer und Führungsqualität verbessert werden können. Die Soldaten beider Züge sind in vier Klassen unterteilt:
1. Schütze: Der Schütze stellt den Standardsoldaten und damit das Rückgrat des Teams dar. Üblicherweise ist er mit einem Sturmgewehr bewaffnet, wobei auch ein Granatwerfer mitgeführt werden kann.
2. MG-Schütze: Der MG-Schütze ist auf den Einsatz schwerer Waffen spezialisiert und mit einem leichten Maschinengewehr bewaffnet.
3. Scharfschütze: Der Scharfschütze ist auf den Kampf über große Entfernungen spezialisiert und mit einem Scharfschützengewehr mit Zielfernrohr ausgerüstet. Zudem trägt er einen „Ghillie-Anzug“, der eine perfekte Tarnung ermöglicht.
4. Sprengstoffexperte: Der Sprengmeister ist für das Anbringen von Sprengladungen zuständig, zudem kann er mit einem Panzerabwehr-Raketenwerfer ausgerüstet werden. Seine Hauptwaffe ist ein Karabiner, wodurch er besser für den Nahkampf geeignet ist als der Schütze.

Spezialisten: Die freischaltbaren Spezialisten sind nicht nur besser ausgebildet als die Standard-Soldaten, sie verfügen auch über bessere Waffen, beispielsweise das experimentelle XM-29-OICW-Sturmgewehr. Zudem gibt es auch Spezialisten aus mit den USA verbündeten NATO-Staaten, zum Beispiel britische SAS-Soldaten und deutsche Fallschirmjäger, die das Waffenangebot noch erweitern.
Eine Mission besteht aus einer ausgedehnten, frei begehbaren Karte. Je nach Spielmodus muss man gegebene Aufgaben auf dieser Karte erledigen (Kampagne/Mission), alle Gegner töten (Gefecht) oder sich von einem Punkt zum anderen Punkt durchkämpfen (Aufklärung). Man führt mit seinem Team Missionen zu Fuß durch, vereinzelt erhält man jedoch auch Hilfestellung von Panzertruppen, Hubschraubern und unterstützenden Luftangriffen.
Im laufenden Spiel besitzt der Spieler eine gewisse Kontrollmöglichkeit über die Mitstreiter mit Hilfe einer Einsatzkarte (oder Tastaturbefehlen) und beeinflusst so die Regeln für den Kampfeinsatz, d. h. man kann bestimmen, wohin und wie sich die Einheiten bewegen und im Kampf verhalten sollen (vorsichtig bis aggressiv). Zudem hat man natürlich die Möglichkeit jedes Team-Mitglied selbst zu steuern, was zumeist auch notwendig ist um die Missionen erfolgreich zu meistern – aber auch das Delegieren bestimmter Aufgaben an die KI ist manchmal notwendig, was den Taktik-Charakter des Spiels unterstreicht.

## Waffenarsenal
Ghost Recon verfügt über ein Arsenal an modernsten Infanteriewaffen und High-Tech Ausrüstung:
- Pistolen: M9, M9 mit Schalldämpfer, M1911
- Maschinenpistolen: MP5A4, MP5SD5
- Gewehre: M16A4, M4A1, L85A1, HK XM29, AK-47, AK-74, AKS-74U
- Maschinengewehre: M249, MG3, RPK74
- Scharfschützengewehre: M24, L96A1, M82A1, Dragunow-Scharfschützengewehr
- Ausrüstung: Granatwerfer, Handgranaten, Claymore-Minen, Sprengsätze, AT4, Remote Battlefield Sensor System, Reservemagazine
- Stationäre Waffen: M2HB.50 MG, Kord 12,7mm MG

## Kampagne
Der erste Teil spielt im Jahre 2008 auf dem Gebiet in den Staaten der ehemaligen Sowjetunion. Radikale Ultranationalisten haben an Einfluss in Moskau gewonnen und versuchen das zerfallene russische Imperium neu aufzubauen. Nacheinander fallen die Ukraine, Belarus und Kasachstan in die alten Strukturen zurück, die russischen Panzer stehen bereit, um weiter Richtung Westen und Süden vorzurücken. Nachdem die westliche Welt nicht reagiert, werden die Ghosts entsandt, um im Geheimen gegen die russische Bedrohung anzukämpfen und diese einzudämmen.
Die 15 Missionen umfassende Kampagne lässt sich in drei Teilkampagnen unterteilen:

### Kaukasus
Zu Beginn der Kampagne unterstützt das Ghost-Team die UN-Blauhelmtruppen in Georgien beim Kampf gegen prorussische Rebellen in der autonomen Region Südossetien. Die ultranationalistische Regierung in Moskau nutzt die vermeintliche Provokation aus und lässt ihre Truppen in Georgien einmarschieren. Angesichts der russischen Übermacht müssen sich die UN-Truppen und damit auch die Ghosts zurückziehen.
Dieser Teil der Kampagne umfasst die Missionen eins bis fünf. Die Aufgaben reichen von der Aushebung eines Rebellenlagers über die Rettung zweier abgeschossener F/A-18-Piloten bis hin zur Evakuierung der georgischen Hauptstadt Tiflis.

### Baltikum
Nach Abschluss der Georgien-Kampagne werden die Ghosts ins ebenfalls von den Russen besetzte Baltikum entsandt, um dort die Invasion der US-geführten Streitkräfte mit vorzubereiten.
Der zweite Teil der Kampagne umfasst die Missionen sechs bis zehn. Zunächst operieren die Ghosts hinter feindlichen Linien, um an wichtige Informationen zu kommen oder eine Brücke zu sprengen. Nach der Invasion unterstützen die Ghosts die US-geführten Streitkräfte, um die Russen wieder aus dem Baltikum zu verdrängen und die völlig zerstörte litauische Hauptstadt Vilnius zurückzuerobern.

### Russland
Nach dem Sieg über die Russen in Litauen werden die Ghosts zu einer Reihe verdeckter Operationen nach Russland geschickt, um die Ultranationalisten weiter zu schwächen und den ausgebrochenen Bürgerkrieg baldmöglichst zu beenden.
Der letzte Teil der Kampagne beginnt mit einer Reihe von nächtlichen Überfällen auf von den Ultranationalisten gehaltene Militärbasen in Russland, darunter ein U-Boot-Stützpunkt in Murmansk und ein Flughafen in Archangelsk. Zum finalen Showdown kommt es schließlich in Moskau, wo die Ghosts den Roten Platz von den Ultranationalisten zurückerobern.

## Rezeption
Für PC Action fehle eine Hintergrundgeschichte samt Identifizierungsperson und Zwischensequenzen. PC Games bemängelte die KI der Teamkameraden, wenn diese selbstständig agieren. Zudem laufe das Spiel darauf hinaus, dass man Neuladen muss, um dann den Gegner an fester Position zu erledigen. Der Mehrspielermodus komme nah an Counter-Strike heran. Der Einzelspielerteil könne nicht mit Operation Flashpoint mithalten. Ähnlich wie bei der Rainbow-Six-Reihe sei wieder ein Spiel mit vielen taktischen Elementen vor realistischen Hintergrund gelungen. Es sei für Spieler, die schnelle direkte Action wünschen jedoch ungeeignet.
Bei der Konsolenumsetzung sei die Variante für Xbox der PlayStation 2 vorzuziehen.

## Add-ons
Es erschienen insgesamt drei Add-on für Ghost Recon. Das erste, Ghost Recon: Desert Siege, erschien 2001 ausschließlich für Windows. Es enthält eine neue Kampagne mit acht Missionen, neue Multiplayer-Karten, neue Waffen und weitere Extras.
2002 erschien mit Ghost Recon: Island Thunder das zweite Add-on. Es wurde für Windows und Xbox veröffentlicht, und enthält, ebenso wie das erste Add-on, eine neue Kampagne mit acht Missionen, neue Karten und Waffen. Die Xbox-Version, die als eigenständiges Spiel verkauft wurde, beinhaltet zusätzlich einige Multiplayerkarten des Add-ons Desert Siege.
Als drittes Add-on erschien 2004 Ghost Recon: Jungle Storm. Es wurde für PS2 und N-Gage als eigenständiges Spiel verkauft und enthält neben der Island-Thunder-Kampagne acht weitere Missionen und neue Multiplayerkarten.

### Desert Siege
Im Jahr 2009 werden die Ghosts nach Eritrea geschickt, welches von einem äthiopischen Warlord namens Tesfaye Wolde angegriffen wird. Ausgerüstet mit russischen Waffen zwingt Wolde die eritreischen Streitkräfte zu einem eiligen Rückzug und behindert so die Schifffahrt auf dem Roten Meer. Daraufhin erbittet die Regierung Eritreas die Hilfe der Staatengemeinschaft, woraufhin eine internationale Koalition gebildet wird. Die Ghosts werden dabei als Speerspitze eingesetzt und sollen die multinationalen Streitkräfte dabei unterstützen, die Invasionstruppen zurückzuschlagen.
Neben acht neuen Missionen beinhaltet Desert Siege einige neue Multiplayerkarten und Waffen (9A91, AN-94, PP-19 Bizon, FN FAL, OZ-14 Grosa, M60 Maschinengewehr, Barrett M98, PKM, PSG1 und RPG-7).

### Island Thunder
Im Jahr 2010, nach Fidel Castros fiktivem Tod im Jahr 2006, stehen die ersten freien Wahlen in Kuba an. Eine radikale Rebellengruppe versucht jedoch, diese zu sabotieren. Die Ghosts operieren als ein Teil der UN-Blauhelme, um einen geregelten Ablauf der Wahlen zu sichern und die Rebellengruppe zu zerschlagen.